# ヒュルホルスト
ヒュルホルスト（ドイツ語: Hüllhorst, ドイツ語発音: [ˈhʏlhɔʁst] ( 音声ファイル)、低地ドイツ語: Hüllhuost）は、ドイツ連邦共和国ノルトライン＝ヴェストファーレン州デトモルト行政管区のミンデン＝リュベッケ郡に属す町村（以下、本項では便宜上「町」と記述する）である。

## 地理

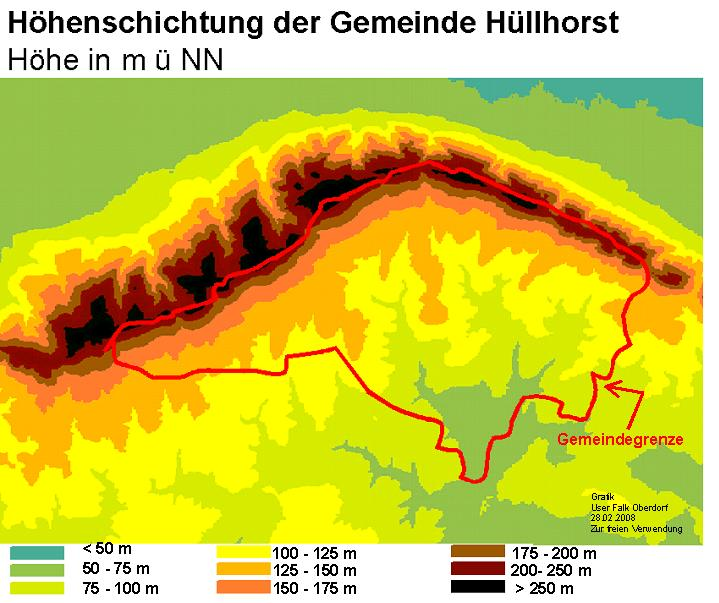
ヒュルホルストの地形図

### 位置
町域はノルトライン＝ヴェストファーレン州北部、オストヴェストファーレンのミンデン＝リュベッケ郡南部に位置する。自然に基づく地域区分ではラーフェンスベルク盆地の丘陵に位置する。町域の北側はヴィーエン山地であり、その稜線がリュベッケ市との境界をなしている。稜線の延長上、西部はプロイシシュ・オルデンドルフ、その外側の南西はレーディングハウゼン、東部はヒレとの境界にもなっている。この山地の最高峰である海抜 320 m のハイトブリンクは、ヒュルホルストとリュベッケの市境にあり、その山頂は両者で共有している。315 m のクニーブリンクは完全にヒュルホルストの町域内に位置する。しかし、町域に属しているのは、森に覆われたヴィーエン山地の幅 200 - 500 m の狭い帯状の地域である。この地域は典型的な傾動地塊山地であり、北に向かってはなだらかであるが南は険しく切り立っている。ヴィーエン山地を越える重要なルートは、カーレンヴァルトと、ライネベルク付近を通る連邦道B239であるが、どちらも事実上決定的な山越えのルートではない。
町域の大部分は、ほとんどを占める丘陵と中央部の盆地からなるラーフェンスベルガー盆地の一部である。多くの人の手によって開墾された谷が唐突に現れる。有名なのは、ビュッテンドルフ地区、ヒュルホルスト地区、オーバーバウアーシャフト地区の境界付近、小さな村ホプリンクの南に延びるナハティガレンタールである。ヒュルホルストの町は町域全体が南に向かって連続的に傾斜している。このため、町内の水は南のヴェレ川に向かって流れている。町内の主な支流には、レーメルロー＝メンニヒヒュッファー・メーレンバッハ川と、さらにその支流であるテンゲルナー・バッハ川がある。南のフッフツェン付近で、この街の高度は約 65 m まで低下する。
最寄りの都市にはビーレフェルト（南に 30 km）やオスナブリュック（西に 50 km）がある。

### 町域の広がりと土地利用
町域面積は 44.73 km2である。町域の長軸はヴィーエン山地沿いに延びている。東西軸の最大長は 11 kmである。一方、南北軸のそれは約 5 km である。
肥沃な黄土の土壌は古くから集中的に農業を振興させてきた。それ以外の峡谷（たとえばベンクヘーファー・ブルッフ）やヴィーエン山地には森林が残っている。ヴィーエン山地の針葉樹林とは異なり峡谷部は主に針葉樹と広葉樹の混交林である。こうした森は地元の人に「Busch」と呼ばれる。レーブッシュなどがその例である。峡谷の大部分は草地で、放牧地として利用されている。黄土に覆われた高原はヴィーエン山地の山林に接するまで利用されている。土地利用の概要を以下の表に示す。
| 土地利用別面積 | 住宅・交通用地 | 農業用地 | 森林  | その他 |
| -------------- | -------------- | -------- | ----- | ------ |
| 面積 (ha)      | 872            | 2,963    | 581   | 57     |
| 占有率         | 19.5%          | 66.2%    | 13.0% | 1.2%   |

### 隣接する市町村
隣接する市町村は西から時計回りに、プロイシシュ・オルデンドルフ、リュベッケ、ヒレ、バート・エーンハウゼン（以上いずれもミンデン＝リュベッケ郡）、レーネ、キルヒレングルン、ビュンデ、レーディングハウゼン（以上、ヘルフォルト郡）

### 自治体の構成
ヒュルホルストの基本条例 §1 によれば、この町は以下の地区 (Ortschaft) からなる。
| 地区                     | 地区             | 人口（人） | ヒュルホルストの地区構成 |
| ------------------------ | ---------------- | ---------- | ------------------------ |
| アールゼン＝ライネベルク | Ahlsen-Reineberg | 1,009      |                          |
| ブレーダーハウゼン       | Bröderhausen     | 687        |                          |
| ビュッテンドルフ         | Büttendorf       | 794        |                          |
| ホルゼン                 | Holsen           | 1,080      |                          |
| ヒュルホルスト           | Hüllhorst        | 2,761      |                          |
| オーバーバウアーシャフト | Oberbauerschaft  | 2,998      |                          |
| シュナートホルスト       | Schnathorst      | 2,850      |                          |
| テンゲルン               | Tengern          | 2,038      |                          |

人口は、2006年12月31日時点の数字である。出典: ヒュルホルスト町
これらの地区は、かつては独立した町村であったが、ビーレフェルト法に基づき1972年10月24日から1973年1月1日までの間にヒュルホルストに合併したものである。かつてノルトライン＝ヴェストファーレン州で最も小さな町村であったフフツェン（Huchzen、2006年12月31日時点の人口は45人）は地区とするには小さすぎるため、テンゲルン地区に編入された。

### 気候
ヒュルホルストの気候は、中央ヨーロッパの海洋性気候と大陸性気候との変わり目に位置することやラーフェンスベルガー盆地に位置することによって支配されている。この地域は主に海洋性気候なのだが、ときおり大陸性気候の影響を受けている。冬は大西洋の影響により比較的穏やかで、夏はほどほどに暑く、降水は比較的平均している。年間平均気温は約 8.5℃で、これに高度が影響を及ぼす。ヴィーエン山地の高い場所では、これよりも約 0.5℃低い。降水については盆地であることが決定的な影響を及ぼしている。トイトブルクの森やエッゲ山地がラーフェンスベルガー盆地を大西洋から南西の風に乗ってやって来る湿った前線から護っている。平均年間降水量は約 750 mm である。実際の測定値は、隣接し、同様の自然環境にあるレーディングハウゼンのそれとほぼ同一である。

## 歴史
現在の自治体としてのヒュルホルストは、ビーレフェルト法に基づいて1972年10月24日から1973年1月1日までの間になされた市町村再編により成立した。現在、地区となっている旧町村は11 - 13世紀に初めて記録されている。
- アールゼン＝ライネベルク: 1290年に初めて記録されている。ミンデン司教に属するライネベルク所領とライネベルク城を有するこの集落の成立は、おそらく1220年まで遡ることができると推測されている。ライネベルク城は、おそらく1230年までには完成され、1723年に取り壊された。
- ブレーダーハウゼン: この集落は、1250年に初めて文献に記録されている。
- ビュッテンドルフ: この集落は、1042年に初めて文献に記録されている。
- ホルゼン: 1260年に初めて文献に記録されている。
- ヒュルホルスト: 1290年に初めて記録されている。
- オーバーバウアーシャフト: ベーエンドルフとしての最初の記録は1121年にまで遡る。後にベーエンドルフを含む5つの集落が合併してオーバーバウアーシャフトという名になった。オーバーバウアーシャフトとしては17世紀の初めに初めて文献に登場する。
- シュナートホルスト: 1244年に初めて文献に記録されている。
- テンゲルン: 1151年に初めて文献に記録されている。

取り壊されたライネベルク城跡地の入植地が発展した。この旧アムト・イム・ライネベルガー・フェルトは1723年から1807年まで存続し、プロイセンのミンデン侯領に属した。1648年にミンデン司教領は世俗のミンデン侯領となり、プロイセンの一部となった。1807年から1813年までこの地域は事実上フランス領となった。はじめはヴェストファーレン王国の一部となり、1811年からはフランスの直接支配下に置かれた。フランス時代の終焉後はこの地域はプロイセンのビュンデ郡に属した。同郡の廃止に伴い、現在の町域にあたる地域は1832年にラーデン郡（この時同時にリュベッケ郡と改名）に編入された。1843年には現在の町域は行政技術上、アムト・シュナートホルスト（1849年からはアムト・ヒュルホルストと改名）として行政共同体を形成した。法律上9つの構成町村（フフツェンも1つの町村であった）は完全に独立を保っていた。1973年の自治体再編以降、旧アムトで形成された新しい大きな自治体はミンデン＝リュベッケ郡に属すこととなった。町名としてライネベルクという名も検討されたが、却下された。
肥沃な黄土地帯に位置するこの地域は昔はほぼ完全に農業従事者ばかりの村であった。これに初めは副業収入として繊維産業が発展した。家内制手工業によって、アマから「ラーフェンスベルガー・ライネン」としてしられる布へと、糸が紡がれ、織られていった。しかし、機械織機の登場とともに、この事業形態では採算が上がらなくなっていった。1860年頃からヒュルホルストを含むラーフェンスベルガー地方ではタバコ産業が隆盛した。この産業は第二次世界大戦後に衰退した。

### 宗教
遅くとも、ミンデン司教領の世俗化され、それと同時にプロテスタントのプロイセンによる統治が始まった17世紀から、この地域では完全にルター派が優勢である。シュナートホルスト、オーバーバウアーシャフト、ヒュルホルストにそれぞれの教会がある。ヒュルホルストの教会（アンドレアス教会）の起源は1510年に遡る。教会に関連するものとしては、1310年のミサ典礼書についての記述があり、これに基づいてヒュルホルストは1960年に650年祭を祝った。この他にオーバーバウアーシャフトにはバプテスト兄弟会がある。
この街の宗教分布を示す間接的な数値として市内の学生に対する宗教調査結果がある。これによれば、約70%がプロテスタント、カトリックとイスラム教徒がそれぞれ4%ずつ。16%がその他の宗教を信仰しており、6%が無宗教であった。

### 町村合併
現在の自治体ヒュルホルストはビーレフェルト法に基づいて1972年10月24日から1973年1月1日までの間に実施された地域再編によって成立した。これによりアムト・ヒュルホルストの町村が合併したのである。現在の8地区のうち7地区が独立した町村であった。テンゲルンはかつて独立した自治体であったフフツェンを併合して拡大した。ヒュルホルストには公式の町区 (Ortsteil) はない。

## 行政

### 議会
ヒュルホルストの町議会は 32議席からなる。

### 首長
ミヒャエル・カシェ (CDU) は2020年の町長選挙決選投票で、58.23 % の票を獲得して、当時現職のベルント・リュールプ (SPD) に勝利した。

### 紋章

町の旗

行政管区長官は1973年10月15日に、この町に対して紋章の使用権を認可した。紋章は基本条例 §2 で規定されている。金（黄）地と赤地に上下二分割。上部は中央に浮いた形の、2本の塔と胸壁を持つ赤い城。下部は金（黄）の梁型十字と4つの珠。この紋章は、1938年に制定されたアムト・ヒュルホルストの紋章と同じものである。紋章に描かれている城は、町内の北部にかつてあり、18世紀に取り壊されたライネベルク城を想起させる。下部はトリッベと呼ばれるシュレン家の家紋を示している。この一門は14世紀からフーゼン所領に拠った。
町の旗は赤 - 黄の横縞の上に中央旗竿寄りに町の紋章が描かれている。

### 姉妹自治体
- インゲルムンステル（ベルギー、ウェスト＝フランデレン州）1979年締結。1年ごとに文化行事やスポーツ・イベントを交互に行っている。

## 文化と見所

### 演劇
町内には2つの演劇サークルがある。オーバーバウアーシャフト地区カーレヴァルト山にあるカーレ・ヴァルト屋外ステージでは主に低地ドイツ語作品が上演され、CVJMヒュルホルストの創作グループ「ヘラインシュパツィールト」が毎年ミュージカルや演劇の公演を行っている。

### 博物館
1910年に設立されたヒュルホルスト郷土博物館は、町の歴史や町内からの考古学的出土品を展示している。1989年に私的なコレクションとして整備されたオーバーバウアーシャフト博物館の展示品には、地元の家具、農民装束、集落の歴史を示す絵画や文書が含まれる。1997年に開館したシュナートホルスト玩具博物館は、90 m2 の展示スペースに 500体の人形、ドールハウスやその家具、さらには合わせて1200台の自動車、蒸気機関車、鉄道の模型、ブリキ玩具や絵本、1830年から1975年の遊具が展示されている。

### 音楽
NRW合唱協会に加盟しているのは、クロッシング・ヴォイシーズ・アールゼン＝ライネベルク、ゲミシュテ・コール・オーバーバウアーシャフト e.V. および ハイマートフェライン・ジングクライス・アールゼン＝ライネベルクである。
その他、教会組織の中に、ブラス・アンサンブルや教会合唱団を有するものがある。また、町内には子供音楽学校がある。

### 建築

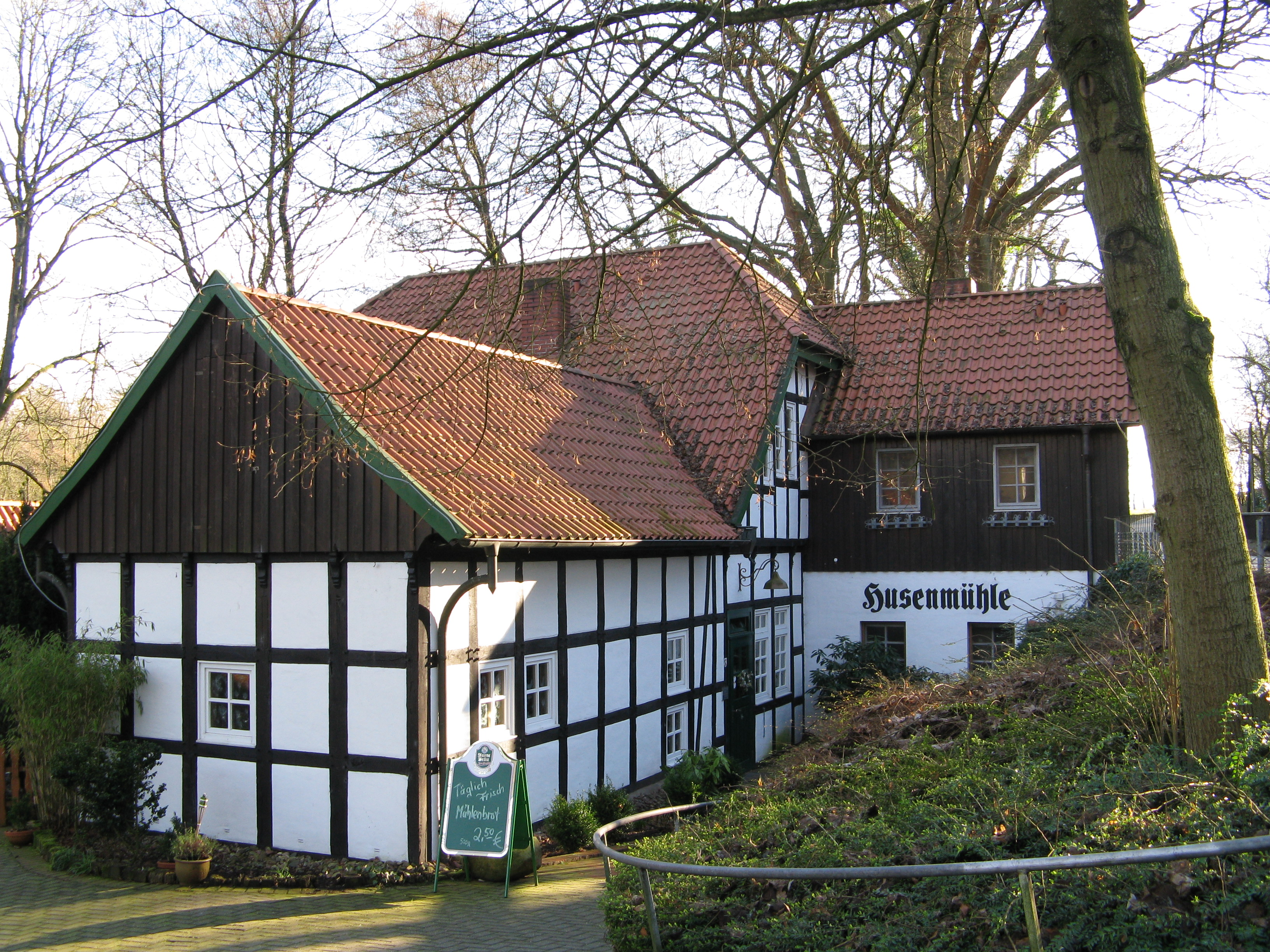
フーゼン水車

#### 風車、水車、馬牽き車
ヒュルホルストは、各種の自然動力（風、水、馬）による粉挽き車がそろってあるミンデン＝リュベッケ郡内唯一の自治体である。
- ナハティガレンタールのフーゼン水車: この水車は1646年にはすでに文献に記録されている。フーゼン所領を領したシュレン家が長年にわたってその所有者であった。1962年までは、19世紀に建てられた水車小屋の中で粉挽き臼が動作していた。操業停止後、建物は老朽化した。新しい所有者は、良好に保存されていた基礎構造の上に、オリジナルに忠実に新しい建物を建設し、水車機能も新たにした。この水車は、ルスバッハ川の水によって回転する上位射水方式の直径 4 m の水車輪を有している。
- シュナートホルスト地区のシュトルックホーフ風車: この回転台付きオランダ風車は、1883年に建造された。1987年には風車保全プログラムに登録されている。
- オーバーバウアーシャフトの馬牽き車はこの種のものとして、ミューレンクライスと呼ばれるミンデン＝リュベッケ郡で唯一のものである。この馬牽き車は1797年に造営された。その大きさ、設備、オリジナルが保存されていることから、この馬牽き車はヴェストファーレン全域でも比類のない産業文化財である。この馬牽き車はマイヤー・ツー・クニードルフの農場施設として建設された。農場施設の他の建物もこの農場が発展した証である。

- フーゼン水車の水車輪
- シュトルックホーフ風車
- オーバーバウアーシャフトの馬牽き車
- 馬牽き車の駆動部

#### 教会

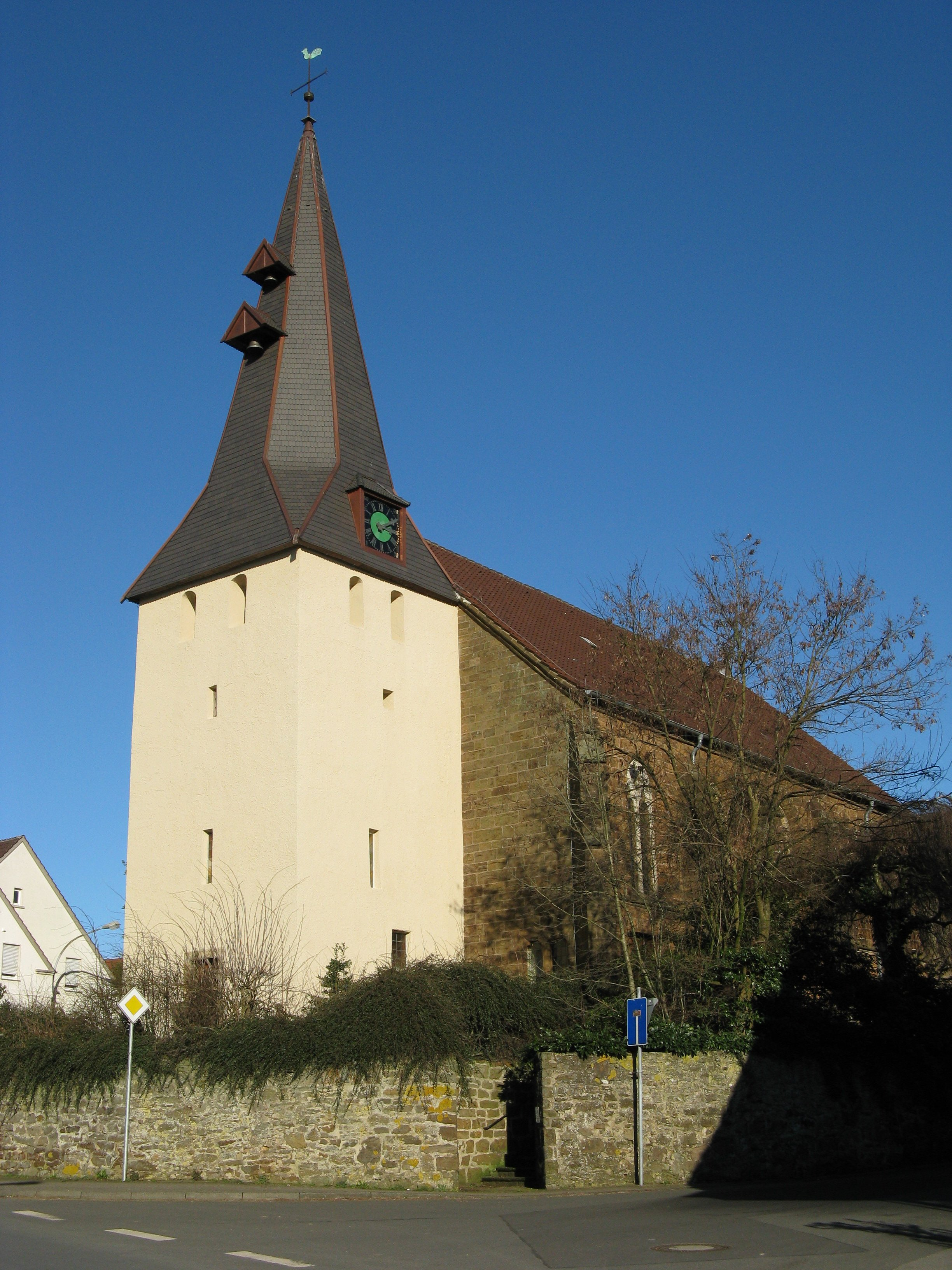
ヒュルホルストのアンドレアス教会

- ヒュルホルストのアンドレアス教会: 1870年から71年に建てられた。古い教会の時代から遺る塔は1310年頃に Stacius von Tribben によって建設されたものである。
- シュナートホルストの教会: 1901 - 02年に建てられた。
- オーバーバウアーシャフトの教会

- シュナートホルストの教会
- オーバーバウアーシャフトの教会

### 公園 / 自然
町内唯一の自然保護地区がベンクヘーファー・ブルッフである。この自然保護地区は約 9.2 ha の比較的小さなもので、1998年に指定を受けた。ビュッテンドルフ近郊のミューレンバッハ川沿いに位置する。粘土採掘によって形成された静水面やミューレンバッハ川を取り巻く水辺、湿地の植物群がその中心をなす。周辺部では湿潤な緑地が保護されている。このビオトープには数多くの両生類、トンボの仲間、ヨシやスゲが生息している。町の北部には TERRA.vita 自然公園がある。
ミンデン＝リュベッケ郡当局はヒュルホルスト町内に4つの自然文化財（ボダイジュ、オーク、カエデ、クマシデ）を指定している。

### スポーツ
HSGヒュルホルスト（ハンドボールクラブ）は、ミンデン＝リュベッケ郡で最大のジュニア部門を擁している。HSG男子第1チームはフェアバンツ・リーガで、女子第1チームはランデスリーガでプレイしている。その他のクラブには、TuSテンゲルン（サッカー男子第1チームはランデスリーガでプレイする）、SVヒュルホルスト＝オーバーバウアーシャフト、SVシュナートホルスト、SVブラウ＝ヴァイス・オーバーバウアーシャフト、ホルゼナー・スポルトフェラインがある。シュナートホルストとテンゲルンにはテニスクラブがある。

### 年中行事
1933年からオーバーバウアーシャフトでは郷土・収穫祭が開催され、5年ごとにパレードが行われる。テンゲルンのメーデーは1950年から毎年5月1日に開催され、パレードが実施される。第1アドヴェントには、1983年から毎年ブンテ・アドヴェントシュトラーセ・ヒュルホルスト（直訳すると「ヒュルホルストのカラフルなクリスマス通り」）が開催される。

## 経済と社会資本

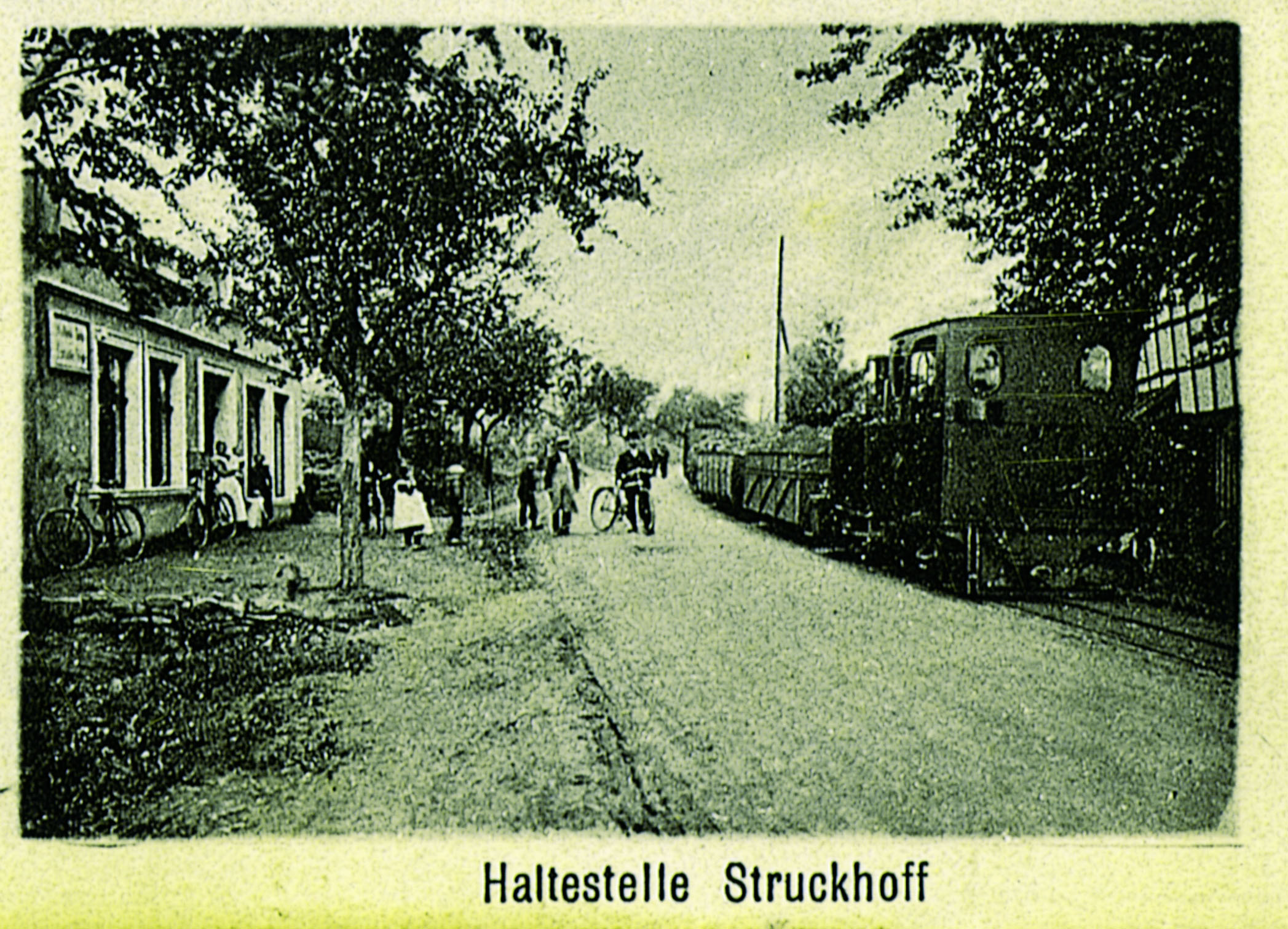
シュナートホルスト/シュトルックホーフ駅を写した1900年頃の絵はがき

### 交通
現在、ヒュルホルストの町は鉄道網に接続していない。かつてはキルヒレンゲルンからヒュルホルスト＝テンゲルン、ヒュルホルスト＝シュナートホルストを経由してヒレに至る狭軌鉄道（ヴァルリュッケ鉄道）があった。この狭軌鉄道は1930年代に採算性不良のため廃止され、その後完全に撤去された。
連邦道B239号線が町の西端を南北に走っている。ヒュルホルストからレーネ、バート・エーンハウゼン、リュベッケへのバス路線がある。個々の地区間はアンルーフバス（マイクロバス）が結んでいる。ヒュルホルストはオストヴェストファーレンリッペ交通連盟に加盟している。

### メディア
ヒュルホルストでは、ノイエ・ヴェストフェリシェとヴェストファーレンブラットが、ヒュルホルスト向けのローカル面を持つ地方紙である。ミンデン＝リュベッケ郡向けのローカルラジオ放送が、ラジオ・ヴェストファーリカである。

### 公共施設

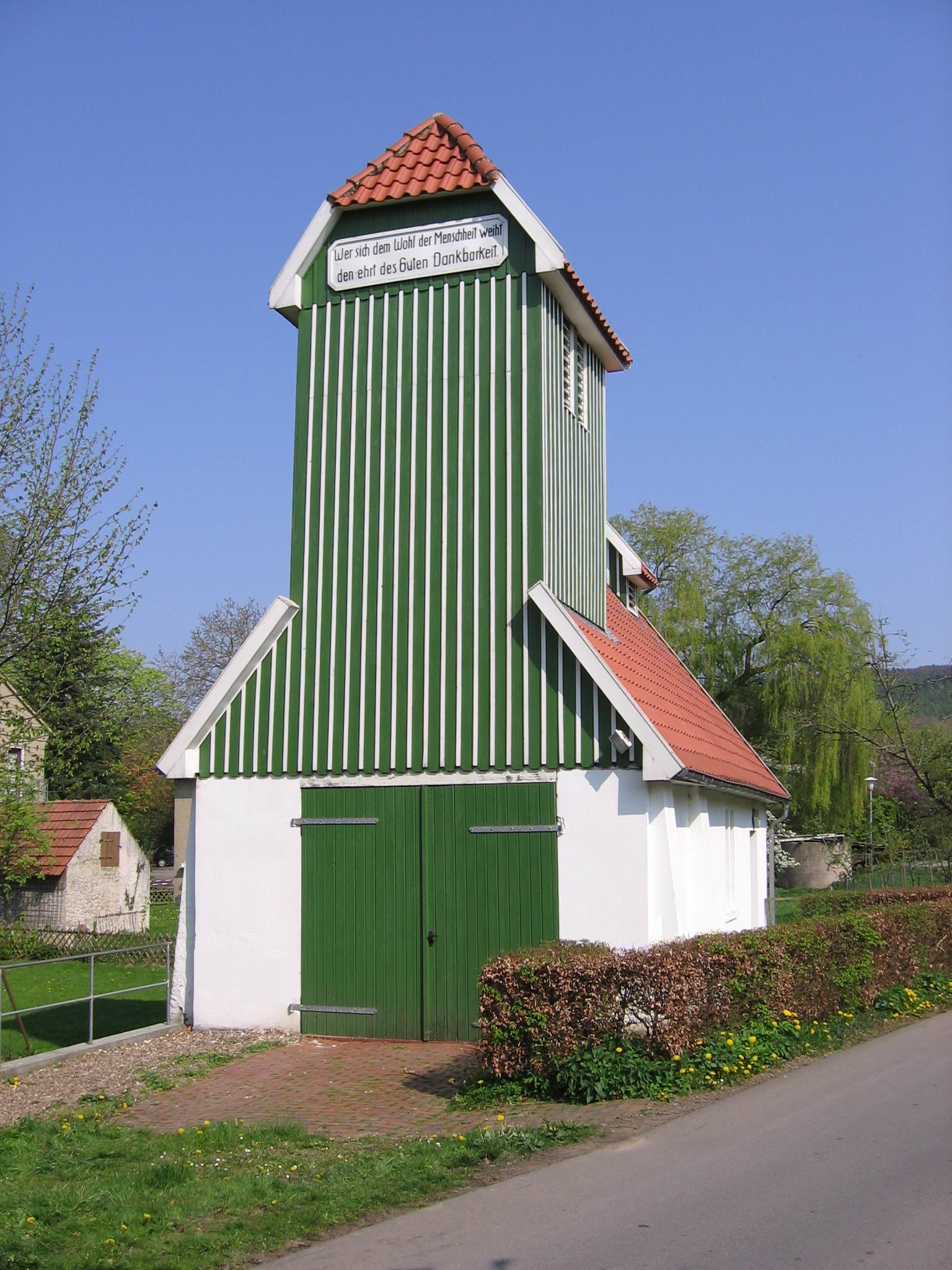
シュナートホルストの旧消防署

この町の消防団には約130人の団員がおり、ヒュルホルスト、オーバーバウアーシャフト、ホルゼン、シュナートホルスト、テンゲルン、ブレーダーハウゼンに消火班が設けられている。これらの消火班は合わせて9台の消防車を有している。
総合学校の学生食堂、カフェテリア、講堂（「イレックス・ハレ」とも呼ばれる）は、パーティーや情報交換会に利用されている。

### 教育
この町には基礎課程学校が5校（アールゼン、ビュッテンドルフ、オーバーバウアーシャフト、シュナートホルスト、テンゲルン）と総合学校が1校（ヒュルホルスト）ある。この他の学校は近隣の市町村へ通わなければならない。
2007年時点でヒュルホルストの学校には合わせて126人の教職員がおり、生徒数は合計1,868人であった。生徒の34.5%が基礎課程学校、65.5%が総合学校の生徒であった。

### 地元企業
この町最大の雇用主は約300人の従業員を擁するコンピュータ製造業者のヴォルトマンAGである。
この町で産出する粘土はレンガの原料として利用されている。マイヤー＝ホルゼン社は145年も前から町の泥板岩を原料にして屋根瓦を製造している。
ドイチェ・ヴルリッツァーはヒュルホルストに本社を構えている。この会社はジュークボックスや自動販売機を製造しており、アメリカのギブソン・ギター・コーポレーションの傘下にある。
ケーニヒ GmbH & Co. は 2010年12月に創業30周年を迎える。家具の表面材（メラミン樹脂フレームや特殊な紙をベースとする被覆箔など）製造メーカーで、Surteco SE の一部である。

## イレックス・シュタット
ヒュルホルストはおそらく町名の語源であろうと考えられるセイヨウヒイラギ（ドイツ語で Hülse）にちなんで、イレックス・シュタット（Ilex はヒイラギのラテン名）と自称する。ヒイラギの葉は公式な町のシンボルであり、町中至る所で眼にできる。既述のイレックス・ハレの他、ユーゲントカフェ・イレックスや私邸のイレックスハウスなど、その名を冠したものも多い。

## 引用
1. ↑  Bevölkerung der Gemeinden Nordrhein-Westfalens am 31. Dezember 2023 – Fortschreibung des Bevölkerungsstandes auf Basis des Zensus vom 9. Mai 2011
2. ↑  ヒュルホルスト地籍簿
3. 1 2  ノルトライン＝ヴェストファーレン州データ管理・統計局: "Kommunalprofil Hüllhorst"
4. ↑  “Bürgermeisterstichwahl Gemeinde Hüllhorst 27.09.2020”. 2022年10月27日閲覧。
5. ↑  ミンデン＝リュベッケ郡: Ordnungsbehördliche Verordnung Kreises Minden-Lübbecke zur Sicherung von Naturdenkmälern im Kreis Minden-Lübbecke （ミンデン＝リュベッケ郡内の自然文化財保護に関するミンデン＝リュベッケ郡条例、PDF）